# Seyrighoplites ochraceator
Seyrighoplites ochraceator är en stekelart som först beskrevs av Morley 1919.  Seyrighoplites ochraceator ingår i släktet Seyrighoplites och familjen brokparasitsteklar. Inga underarter finns listade i Catalogue of Life.